# Towarzystwo imienia Romana Dmowskiego
Towarzystwo imienia Romana Dmowskiego – towarzystwo założone przez Jędrzeja Giertycha po usunięciu go z emigracyjnych struktur Stronnictwa Narodowego. 

## Historia i działalność
Jego celem było wydawanie polskich książek historycznych na emigracji. Wydawnictwo Towarzystwo imienia Romana Dmowskiego wydało m.in. pisma historiozoficzne Feliksa Konecznego, publikacje działaczy endeckich w tym samego Jędrzeja Giertycha. Dla Giertycha Dzieje Polski były przykładem realizacji specyficznej misji nadanej narodowi polskiemu przez Opatrzność. Pisarstwo Giertycha nosiło cechy spiskowej teorii dziejów. Historyczne prace wydawane przez Towarzystwo imienia Romana Dmowskiego miały wyraźne przesłanie polityczne i ideologiczne. Giertych uważał historię Polski za nieustanne, heroiczne zmagania Polaków z wrogami zewnętrznymi i wewnętrznymi, w czym wyrażał się zarówno ich "tragizm" jak i "wielkość".

## Książki wydane nakładem Towarzystwo imienia Romana Dmowskiego
- Herman Zdzisław Scheuring, Czy królobójstwo? Krytyczne studium o śmierci króla Stefana Batorego, przedm. Jędrzej Giertych, Londyn: Z. Scheuring 1964[2].
- Jędrzej Giertych, Kulisy Powstania Styczniowego, Kurytyba: Stefan Czapliński 1965[3].
- Wojciech Zaleski, Dzieje górnictwa i hutnictwa na Górnym Śląsku do roku 1806, słowo wstępne Jędrzej Giertych, Madryt: A. Zaleska 1967.
- Jędrzej Giertych, Rola dziejowa Dmowskiego, t. 1: Rok 1914, Chicago: Komitet Wydawn. 1968.
- Komunikaty Towarzystwa imienia Romana Dmowskiego, z. 1: Rok 1970, pod red. Jędrzeja Giertycha, Londyn: Jędrzej Giertych 1970.
- Feliks Koneczny, Cywilizacja bizantyńska, t. 1-2, Londyn: Tow. im. Romana Dmowskiego 1973 (wyd. 2 - Londyn: Komitet Wydawniczy 1985).
- Feliks Koneczny, Cywilizacja żydowska, przedm. Jędrzej Giertych, Londyn: Tow. im. Romana Dmowskiego 1981.
- Jerzy Pilaciński, Narodowe Siły Zbrojne: kulisy walki podziemnej 1939-1946, z przedm. Jędrzeja Giertycha, Londyn: nakł. aut. i grupy przyjaciół 1976.
- Karol Marcinkowski, Stefan Czarniecki: wódz - mąż stanu - 1660 (od Poznania, Gdańska, Warszawy, Łucka do Połonki i Lachowicz), cz. 1, Filadelfia: Doraźny Zespół w Filadelfii 1977.
- Józef Warszawski, Studia nad wyznaniowością religijną Józefa Piłsudskiego, Londyn: nakładem autora 1978.
- Feliks Koneczny, O ład w historii: z dodatkami o twórczości i wpływie Konecznego, Londyn: Tow. im. Romana Dmowskiego 1977.
- Jędrzej Giertych, Józef Piłsudski 1914-1919, t. 1, Londyn: nakład autora 1979.
- Komunikaty Towarzystwa imienia Romana Dmowskiego, z. 2: Rok 1980, cz. 1, pod red. Jędrzeja Giertycha, Londyn: Jędrzej Giertych 1980.
- Jędrzej Giertych, Józef Piłsudski 1914-1919, t. 2, Londyn: nakład autora 1982.
- Karol Marcinkowski, Stefan Czarniecki: wódz - mąż stanu - na przełomie 1660/61 : (Czarniecki bije Dołgorukiego pod Uhle nad rzeką Basią...), cz. 2, Filadelfia: Doraźny Zespół w Filadelfii 1981.
- Feliks Koneczny, Państwo w cywilizacji łacińskiej; Zasady prawa w cywilizacji łacińskiej, Londyn: Komitet Wydawniczy 1981.
- Feliks Koneczny, Prawa dziejowe; oraz dodatek Bizantynizm niemiecki, Londyn: Komitet Wydawniczy 1982.
- Karol Marcinkowski, Czarniecki na sejmie i wódz jesienno-zimowej wyprawy na Moskwę 1661/62, Filadelfia: Doraźny Zespół Wydawniczy 1981.
- Karol Marcinkowski, Krwawe nieszpory we Frysztaku w 1898 r. ; Patriota ks. Stojałowski, Filadelfia: nakł. Doraźnego Zespołu 1983.
- Karol Marcinkowski, Dżungla polsko-londyńska, Filadelfia: nakł. Doraźnego Zespołu 1983.
- Karol Marcinkowski, Boje w Zbarażu 25 i 26 lipca 1920 ; oraz Rzeź w Bystrzyku 1 czerwca 1920, Filadelfia: nakładem Doraźnego Zespołu 1983.
- Rozważania o bitwie warszawskiej 1920-go roku, pod red. Jędrzeja Giertycha, Londyn: Komitet Wydawniczy 1984.
- Feliks Koneczny, Schyłek Iwana III 1492-1505, Londyn: Komitet Wydawniczy 1984.
- Karol Marcinkowski, Przedłożenia Stefana Czarnieckiego 1661/1662, Filadelfia: Doraźny Zespół Wydawniczy 1984.
- Jędrzej Giertych, Stronnictwo Narodowe a kryzys dziejowy 1938 roku: relacja pamiętnikarska, London: nakładem autora 1987.
- Stanisław Głąbiński, Wspomnienia polityczne: tom uzupełniający, Londyn: skł. gł. J. Giertych 1986.
- Jędrzej Giertych, Józef Piłsudski 1914-1919, t. 3, Londyn: nakład autora 1990.